# USS Connecticut (BB-18)
USS Connecticut (BB-18) byl predreadnought námořnictva Spojených států amerických, která sloužil v letech 1906 až 1923. Jedná se o první jednotku třídy Connecticut.

## Stavba
Loď byla postavena v americké loděnici New York Navy Yard, která postavila např. bitevní loď USS North Carolina (BB-55). 29. září 1904 byl Connecticut spuštěn na vodu a přesně o 2 roky později byl uveden do služby. Prvním velitelem lodi se stal William Swift.

## Technické specifikace
Loď na délku měřila 139,09 m a na šířku 23,42 m. Ponor lodi byl hluboký 7,47 m a loď při standardním výtlaku byla schopna vytlačit 16 260 t vody. Connecticut byl poháněn 12 uhelnými kotly Babcock & Wilcox o výkonu 16 500 koní. Predreadnought mohl plout rychlostí 33 km/h.

## Výzbroj
Hlavní výzbroj lodě tvořily 2 dvojhlavňové dělové věže s děly ráže 305 mm. Sekundární výzbroj tvořily 4 dvojitá děla ráže 203 mm. Dále zde bylo nainstalováno 12 kanónů ráže 178 mm, 20 kanónů ráže 76 mm, 12 kanónů QF 3-pounder ráže 47 mm, 4 auto-kanóny QF 1-pounder ráže 37 mm a 4 torpédomety s torpédy o průměru 533 mm.